# Zeigler (Illinois)
Zeigler es una ciudad ubicada en el condado de Franklin en el estado estadounidense de Illinois. En el Censo de 2010 tenía una población de 1 801 habitantes y una densidad poblacional de 510,93 personas por km².

## Geografía
Zeigler se encuentra ubicada en las coordenadas 37°54′26″N 89°3′4″O / 37.90722, -89.05111. Según la Oficina del Censo de los Estados Unidos, Zeigler tiene una superficie total de 3,52 km², de la cual 3,51 km² corresponden a tierra firme y (0,51%) 0,2 km² es agua.

## Demografía
Según el censo de 2010, había 1 801 personas residiendo en Zeigler. La densidad de población era de 510,93 hab./km². De los 1 801 habitantes, Zeigler estaba compuesto por el 97,56% blancos, el 0,33% eran afroamericanos, el 0,5% eran amerindios, el 0,06% eran asiáticos, el 0% eran isleños del Pacífico, el 0,28% eran de otras razas y el 1,28% pertenecían a dos o más razas. Del total de la población el 1,11% eran hispanos o latinos de cualquier raza.